# Funda Kılıç

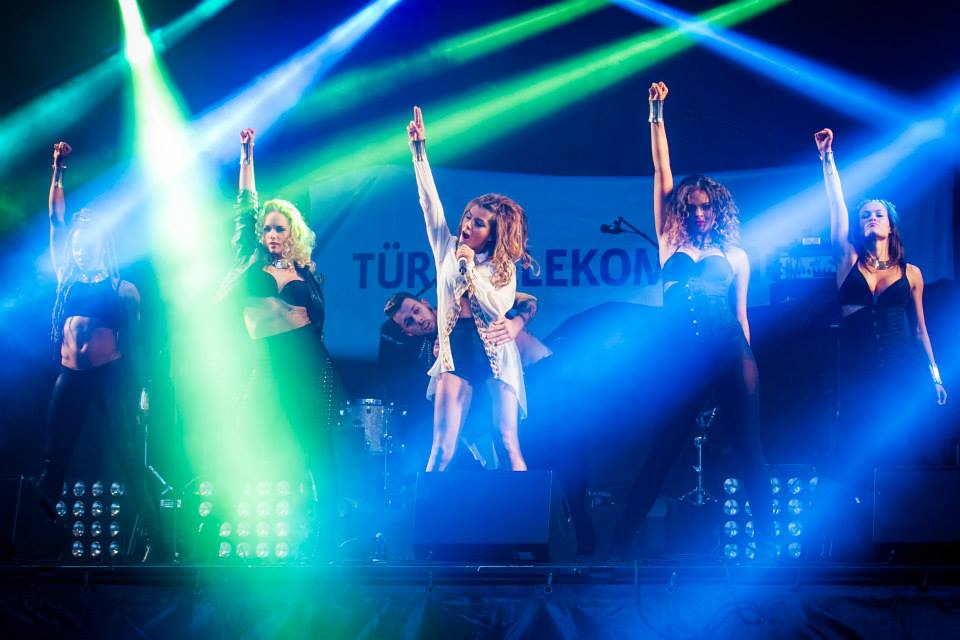
Funda Kılıç (2014)

Funda Kılıç (* 17. August 1988 in Izmir) ist eine türkische Sängerin und Songwriterin.

## Leben und Karriere
Funda Kılıç ist in Izmir als Tochter einer Familie aus Ankara geboren. Sie ist mit sechs Jahren zusammen mit ihrer Familie nach Belgien gezogen und wuchs in Antwerpen auf. Auf einer Party in Brüssel wurde sie von DJ Şahin entdeckt, der heute immer noch als ihr Berater tätig ist. Mit 19 Jahren nahm sie am Grup Reyting Projekt teil und arbeitet seitdem als professionelle Sängerin.
Der Videoclip zum Song Birini Bıraktım wurde millionenfach im Internet angesehen und Kılıç ging mit ihrer Band nach Istanbul, um verschiedene Fernseh- und Radioauftritte (bspw. in der Beyaz Show) wahrzunehmen.
Ihre erste Solo-Single Stand Up wurde vom belgischen Musikproduzenten BIP Records aufgenommen und 2011 veröffentlicht. Im selben Jahr unterschrieb Kılıç mit GNL Records einen Vertrag über ein türkisches Album. Der Arrangeur des Albums war İskender Paydaş. Im Oktober 2012 wurde das Album mit der Single Boşver veröffentlicht. Der Videoclip wurde vom holländischen Regisseur Svenno Koemans (Pixel Heaven) in Amsterdam gedreht.
Kılıç vertrat beim Türkvizyon 2014 in der russischen Stadt Kasan die Türkei mit dem Lied Hoppa und erreichte das Finale.

## Privates
Funda war mit dem türkischen Popsänger Tarkan liiert.

## Diskografie
Alben
- 2012: Moda

EPs
- 2009: Birini Bıraktım (mit Grup Reyting)

Singles
| - 2009: Birini Bıraktım (mit Grup Reyting) - 2009: Kafaya Takma (mit Grup Reyting) - 2009: Gir Kalbime (mit Grup Reyting) - 2009: Aklım Çok Karışık (mit Grup Reyting) - 2009: Derdim Sensin (mit Grup Reyting) - 2011: Stand Up - 2012: City Girls - 2012: Moda - 2012: Deli Et Beni - 2012: Touch Your Body (mit Tyler Traxx) - 2012: Doktor (von Kenan Doğulu – Hintergrundstimme) - 2013: Kiss Me - 2014: All Me | - 2014: Eller Havaya (mit DJ Şahin) - 2014: Hoppa (mit Sinan Akçıl) - 2015: SMS - 2016: Yüzleşme (mit Doğukan Manço) - 2018: Yanmaz Ağzın - 2020: Güneşim - 2020: İmparatoriçe - 2020: Gitme (mit Onur Net) - 2020: Latina (mit Patron) - 2021: Elimde Değil (mit Furkan Özgür & D4NTE) - 2021: Mesafe - 2022: Ben Adam Olmam (mit Doğukan Manço) |